# 吉備上道田狭
吉備上道 田狭（きびのかみつみち の たさ、生没年不詳）とは、古墳時代の5世紀後半に活動した吉備上道国出身の豪族で、上道国造。姓は臣。田狭臣とも。雄略天皇に殺された。

## 一族について
上道臣は、吉備国上道郡一帯を支配した上道国造を務めた豪族で、孝霊天皇の皇子・稚武彦命を祖先とする、と伝えられている。
鉄・塩・瀬戸内の海上交通を牛耳り、大王と姻戚関係を結び、内外の軍事行動に深く関与することで、王権中枢に参画したようである。『日本書紀』巻第十には、応神天皇の妃として、御友別命の妹である兄媛の名前がある。
造山古墳（岡山市新庄下）・作山古墳（総社市三須）・両宮山古墳（赤磐市穂崎・和田）など、天皇陵に匹敵する巨大古墳は、上道臣や下道臣（下道国造）その首長の権力の現れである。

## 記録
『日本書紀』によると、田狭は宮殿のかたわらで、朋友に盛んに自身の妻、稚媛（わかひめ）の美貌を以下のように褒め称えた、という。
これに耳を傾けて聞いていた雄略天皇は、稚媛を女御にしようと望んだ。田狭を任那国司（派遣官）に任命し、その留守中に、稚媛を奪った。この場合の「任那国司」とは、不定期に特定目的でヤマト王権から派遣された使者を示すものと考えられる。この記載によれば吉備氏は新羅と通じ、葛城氏とも婚姻関係を有していた。また同年条には吉備下道前津屋による雄略天皇への反乱伝承が語られており、吉備臣は雄略との対立的要素をはらんでいた。雄略は四人の将軍を任命し新羅征討を命じた。このように雄略は反新羅の立場であったが、田狭は子の吉備上道弟君が雄略の命令に反して新羅を討たなかったことを喜び、「吾は任那に拠り有ちて，亦日本に通わじ」と明言しているように、雄略とは異なる立場、すなわち親加耶・新羅の立場が明瞭である。子の弟君には「百済」と連携して「日本」に対抗する立場を示しているように、基本的には加耶の独立を維持する立場から周辺諸国との連携を維持することを指示している。
なお、別伝では、「天皇、体貌（みなり）閑麗（きらぎら）しと聞（きこ）しめして、夫を殺して自ら幸（つかは）しつ」ともあり、この場合は、田狭はこの時になくなっており、以下の記述は成立しなくなる。
この出来事を聞いた田狭は、（復讐のため)援助を求めに新羅に入国しようと思った。
田狭と稚媛との間には、既に成人した二人の息子がいた。
その後、天皇はその田狭の子の一人である弟君（おときみ）を吉備海部直赤尾（きびのあま の あたい あかお）とともに新羅討伐に派遣したが、息子が新羅を討たずに半島に滞在したままであることを父親である田狭は喜んだ。彼は秘密裏に百済に人を遣わして、弟君を戒め、「お前の首はどれだけ固く、人を討てるというのか、伝え聞くところでは、稚媛と天皇との間には子供が居るらしい」と伝えた。そして、百済で自立し、大和朝廷から離叛することを勧め、自分は任那から日本へは通うまいと伝えた。しかし、その事が原因で弟君は妻の樟媛（くすひめ）によって人知れず殺されたという。
以後の田狭の行方は「日本書紀」に書かれていないが、別伝を見ると、雄略天皇に殺された可能性が高い。
雄略天皇23年8月（479年）、天皇が崩御した際に、稚媛が弟君の兄である兄君（えきみ）らとともに、息子の星川稚宮皇子（ほしかわ の わかみや の みこ）を擁して反乱を起こす。
なお、稚媛は、「吉備上道臣の女（むすめ）」・「吉備窪屋臣（きび の くぼや の おみ）の女」とあげられているので、田狭はその婿であったとも推定される。
別本では、田狭の妻の名前は毛媛（けひめ）といい、葛城襲津彦（かずらき の そつひこ）の子の玉田宿禰（たまだ の すくね）の女である、とも記述されている。吉田晶は、この別伝に注目し、この場合は分注の方に信憑性があり、田狭には二人妻がいたこと、吉備氏が葛城氏と連合しようとして失敗したこと、さらに吉備勢力と朝鮮半島との間には、独自の密接な同盟関係があったことを指摘している。
佐藤雄一は、別伝の方が元来伝えられていた「家記」の原伝に近いものであり、本文は他の氏族の「家記」や伝承をもとに手を加えられたものであると述べている。

## 末裔
『日本書紀』巻第十九に登場する欽明天皇の時代に活動した吉備弟君を田狭の子孫とする説が存在する。

## 関連文献
- 高柳光寿・竹内理三：編 『角川第二版日本史辞典』（角川書店、1966年）p256
- 永原慶二監修『岩波日本史辞典』（岩波書店、1999年）p301 - p302
- 『コンサイス日本人名辞典 改訂新版』（三省堂、1993年）p421
- 『日本書紀』(三)、岩波文庫、1994年
- 宇治谷孟訳 『日本書紀』全現代語訳(上)、講談社学術文庫、1988年
- 石原道博編訳『新訂　魏志倭人伝・後漢書倭伝・宋書倭国伝・隋書倭国伝　－中国正史日本伝（1）』岩波文庫、1951年
- 佐伯有清編訳 『三国史記倭人伝　他六篇』岩波文庫、1988年
- 岸俊男編 『日本の古代6　王権をめぐる争い』中公文庫、1996年
- 井上光貞著、吉村武彦編 『天皇と古代王権』岩波現代文庫、2000年